# ألبونس
بلدية ألبونس (بالإسبانية: Albons) هي بلدية تقع في مقاطعة جرندة التابعة لمنطقة كتالونيا شمال شرق إسبانيا.

## الديموغرافيا
بلغ عدد سكان بلدية ألبونس 709 نسمة عام 2011 (وفقاً للمعهد الوطني الإسباني للإحصاء).
| 513 | 564 | 588 | 589 | 625 | 687 | 709 |